# Esche (Familienname)
Esche ist ein deutscher Familienname.

## Herkunft und Bedeutung
Eschei ist mittelhochdeutscher Wohnname (an dem Baum Esche wohnend) oder auch als Herkunftsname zum Ortsnamen Esch(ach).

## Namensträger
- Annegret Kerp-Esche (* 1954), deutsche Politikerin (SPD), MdHB
- Annemarie Esche (1925–2018), deutsche Philologin
- Arthur Esche (1857–1940), deutscher Jurist, Hochschullehrer und Politiker, MdR
- Charles Esche (* 1962), britischer Museumsdirektor und Kunsttheoretiker
- Eberhard Esche (1933–2006), deutscher Schauspieler
- Emil Esche (1896–1948), deutscher Maler
- Ernst Esche (Kaufmann) (1817–1873), deutscher Kaufmann, Unternehmer und Politiker
- Ernst Esche (Agrarwissenschaftler) (1895–1969), deutscher Agronom
- Esther Esche (* 1965), deutsche Schauspielerin
- Eugen Esche (1845–1902), deutscher Textilfabrikant und Politiker, MdL (Königreich Sachsen)
- Frank Esche (* 1953), deutscher Archivar, Drehbuchautor und Schriftsteller
- Herbert Eugen Esche (1874–1962), Textilfabrikant, Kunstmäzen
- Jan Esche (* 1957), deutscher Autor und Publizist
- Jens Esche (* 1973), deutscher Eishockeyspieler
- Johann Esche (1682–1752), deutscher Strumpf-Fabrikant
- Julius Esche (1814–1867), deutscher Textilfabrikant und Politiker, MdL (Königreich Sachsen)
- Luise Esche (um 1820–nach 1883), deutsche Schriftstellerin
- Robert Esche (* 1978), US-amerikanischer Eishockeytorhüter
- Theodor Esche (1817–1873), deutscher Rittergutsbesitzer und Politiker, MdL (Königreich Sachsen)